# Feminisme de la igualtat
Pel que fa al context històric del feminisme de la igualtat, al s. XlX és quan es crea la primera associació de dones, associació dirigida a l'ensenyament de les dones. Situem al segle XX dues fases. Una d'elles és l'any 1931 època República, quan la dona aconsegueix el dret votat (dret aconseguit per Clara Campoamor[1]). És l'any 1933 quan la dona vota per primer cop. Amb la dictadura tots els drets aconseguits fins aleshores marxen. Durant la transició política (1975-1979) té lloc la segona fase del s.XX.
L'any 1975 les defensores del feminisme de l'igualtat porten a terme les primeres jornades nacionals. En aquestes jornades es va crear un debat entre els moviments feministes del moment. Un d'ells defensava mantenir una corrent feminista independentment dels polítics, mentre que l'altre defensava reivindicacions feministes al mateix temps que es lluitava per la democràcia.
El maig del 1976 es van celebrar les primeres jornades de la dona a Catalunya.[2]. En aquestes hi havia un debat clau: Dissenyar una estratègia per aconseguir l'emancipació de la dona o establir una tàctica a curt termini.
El feminisme de la igualtat pertany a un dels dos grans blocs del feminisme de la segona i tercera onada, el primer, el feminisme del que estem parlant, i el segon, el feminisme de la diferència. Aquest moviment és un corrent teòric que té com a objectiu principal la igualtat jurídica de drets de la dona envers l'home. Dins d'aquest feminisme de la igualtat hi ha el feminisme liberal, socialista i radical.
Un dels feminismes dins del feminisme de la igualtat és el feminisme liberal. Aquest fa referència a la igualtat de les institucions públiques i estendre el coneixement per tal que els temes de les dones no siguin ignorats